# The O’Jays
The O’Jays — американская музыкальная группа из Кантона, штат Огайо. Была основана в 1958 году.
Принята в Зал славы рок-н-ролла в 2005 году.
Кроме того, песня «Love Train» в исполнении группы The O’Jays входит в составленный Залом славы рок-н-ролла список 500 Songs That Shaped Rock and Roll.

## Дискография
См. «The O’Jays discography» в английском разделе.